# Aktuality.sk
Aktuality.sk je slovenský zpravodajský portál, který se věnuje aktuálním tématům, investigativní žurnalistice, politice, ekonomice a lifestyle tématům.
Aktuality.sk jsou od srpna 2023 nejnavštěvovanějším zpravodajským webem na Slovensku, které vlastní švýcarská mediální společnost Ringier. Redakce sídlí v Bratislavě.
Součástí webu jsou také subdomény pro značky Šport.sk, Diva.sk, Najmama.sk, Živé.sk, Herná zóna, Recepty.sk, Dobrúchuť.sk a Slovník.sk.

## Historie
Aktuality.sk založil v roce 2005 v Žilině Milan Dubec. V roce 2008 se šéfredaktorem stal Peter Bárdy. V roce 2010 se staly součástí společného podniku Ringier Axel Springer Media AG.
V roce 2015 Aktuality.sk vytvořily tým investigativních novinářů. Jeho součástí byli vícenásobně oceněný novinář Marek Vagovič a Ján Kuciak.
Ján a jeho snoubenka Martina Kušnírová byli zavražděni 21. února 2018 ve svém domě ve Veľké Mači. Šlo o první takovou cílenou vraždu novináře ve slovenské historii. Motivem vraždy bylo jeho vyšetřování daňových podvodů na Slovensku.
28. února 2018 Aktuality.sk zveřejnili poslední neúplný Kuciakův článek, který se týkal spolupráce tajemníka Národní rady SR Viliama Jasaňa a bývalé modelky a osobní asistentky premiéra Roberta Fica Marie Troškové s italskou mafií. Za tyto investigativy získaly Aktuality.sk 39. ročník mezinárodní novinářské ceny Ischia.
Po vraždě Aktuality.sk rozšířili svou působnost v oblasti investigativní žurnalistiky a politických komentářů. Na počest památky novináře Jána Kuciaka a jeho snoubenky Martiny odkazuje na #AllForJan.
V roce 2021 Ringier opětovně získal všechny podíly Axel Springer ve slovenských společnostech, včetně Aktuality.sk. Ringier nyní provozuje Aktuality.sk prostřednictvím své místní dceřiné společnosti Ringier Slovakia Media, jejímiž jednateli jsou Peter Hollý a Marek Václavík.
V září 2022 Aktuality.sk spustili službu „Aktuality Navíc“ (Aktuality Navyše), v rámci které si čtenáři mohou zaplatit předplatné a dostávat exkluzivní obsah. Většina obsahu však zůstává nadále volně dostupná.

## Online média
Aktuality.sk jsou podle Similarwebu nejnavštěvovanějším zpravodajským webem na Slovensku.
V roce 2017 značka spustila mobilní aplikace pro iOS i Android s audio přehrávačem článků.
Aktuality.sk se podílejí i na tvorbě vícerých podcastů.

## Ocenění
Aktuality.sk a jejich novináři získali řadu ocenění včetně:
- Axel-Springer-Preis (2018)
- Mezinárodní novinářská cena Premio Ischia (2018) [8]

## Šéfredaktoři
Šéfredaktor: Peter Bárdy 2008 - současnost